# Abou-Moussa
Abou-Moussa (en persan : ابوموسی) ou Gap-Sabzou (en persan : گپ‌سبزو, « le grand lieu vert ») est une île de 12 km2 située du côté est du golfe Persique. L'île fait partie d'un archipel de six îles situé à l'entrée du détroit d'Ormuz. L'île compte environ 5274 habitants.Cette île est l’île iranienne la plus méridionale du golfe Persique et la plus proche de l’équateur.
Sur de vieilles cartes, l'île est appelée Bumuf ou Bum-i Musa (en persan : بوم موسی) (« le pays de Moussa/Moïse »).
L'Iran contrôle l'île ainsi que les Petite et Grande Tunb, toutes les trois intégrées à la province du Hormozgan.
Abu Musa est à 70km environ de Dubaï

## Histoire
L'île d'Abu Moussa est rattachée à l'émirat de Charjah (Émirats arabes unis) durant la période du protectorat britannique, de 1892 à 1971. En 1968, quand le Royaume-Uni déclare qu'il abandonne sa souveraineté dans le golfe Persique, l'Iran annexe l'île à son territoire.
Le 30 novembre 1971, Abou Moussa est occupée par l'Iran. Cela a pour conséquence la rupture des relations diplomatiques entre les deux pays. Elles seront rétablies le 8 octobre 1973, après le déclenchement de la quatrième guerre arabo-israélienne.

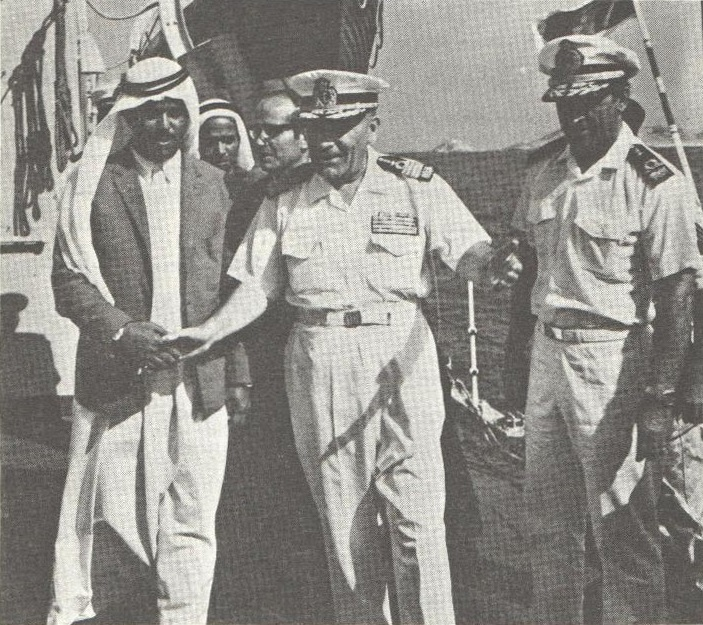
Cheik Saghar félicite les troupes iraniennes à Abu Musa -1971)

En novembre 1971, l'Émirat de Sharjah et l’Iran signent un mémorandum d’entente stipulant qu’aucune des parties ne renonce à sa revendication ni ne reconnaît la revendication de l’autre sur l’île. Ils acceptent néanmoins la présence de troupes iraniennes sur l’île, tandis que l’émirat de Sharjah est autorisé à maintenir un poste de police sur une petite partie de celle-ci. Les ressources pétrolières de l’île doivent être partagées entre les deux pays.
En 1980, les EAU portent le problème devant les Nations unies[réf. nécessaire]. En 1992, l'Iran accroît son contrôle de l'île en expulsant les travailleurs étrangers qui s'occupaient de l'école soutenue par les EAU, de la clinique et de la centrale fournissant de l'énergie. La revendication de l'Iran à la propriété sur les îles remonte aux Empires parthes et sassanides. L'Iran considère que l'île a été occupée par le Royaume-Uni et se réfère à l'accord entre l'Iran et l'émirat de Sharjah de 1971.
En 1992, l'Iran expulse les Émiratis vivant sur l'île et en prend le plein contrôle, y installant des militaires.

## Population
En 2012, l'île comptait 2 131 habitants, ce qui en fait la plus petite en population de l'Iran. La ville d'Abou Moussa a 1 953 habitants (2012), en hausse de 248 habitants par rapport à 2006.

## Transports
L'île possède un aéroport, l'aéroport d'Abu Moussa (en).